# Coquillettomyia lunata
Coquillettomyia lunata är en tvåvingeart som beskrevs av Grover 1979. Coquillettomyia lunata ingår i släktet Coquillettomyia och familjen gallmyggor. Inga underarter finns listade i Catalogue of Life.